# Didem Ege
Didem Ege est une ancienne joueuse de volley-ball turque née le 31 mai 1988 à Yalova. Elle mesure 1,72 m et jouait au poste de libero. 

## Clubs
| Club                   | De        | À         |
| ---------------------- | --------- | --------- |
| Enka Spor Kulübü       | 1999-2000 | 2000-2001 |
| Eczacıbaşı İstanbul    | 2001-2002 | 2005-2006 |
| Clemson University     | 2006-2007 | 2009-2010 |
| Nilüfer Belediye       | 2010-2011 | 2010-2011 |
| Fenerbahçe İstanbul    | 2011-2012 | 2011-2012 |
| Yeşilyurt İstanbul     | oct 2012  | déc 2012  |
| İdmanocağı Spor Kulübü | 2012-2013 | 2014-2015 |
| Sarıyer Belediyesi     | 2017-2018 | 2017-2018 |

## Palmarès
- Ligue des champions
  - Vainqueur : 2012.